# کاپرافیکو (کیتی)
کاپرافیکو (به ایتالیایی: Caprafico) یک منطقهٔ مسکونی در ایتالیا است که در گواردیاگرله واقع شده‌است.